# Leptostylis gatopensis
Espèce
Statut de conservation UICN

 EN B1+2c : En danger
Classification phylogénétique
Leptostylis gatopensis est une espèce de plantes à fleurs de la famille des Sapotaceae. C'est un arbuste endémique à la Nouvelle-Calédonie.

## Synonymes
- Pycnandra gatopensis

## Répartition
Endémique aux maquis miniers de Nouvelle-Calédonie.

## Conservation
L'espèce est menacée par la déforestation et l'exploitation minière.[réf. nécessaire]